# ボブ・バーゲン
ボブ・バーゲン（Bob Bergen, 1964年3月8日 - ）は、アメリカ合衆国の男性声優。ミズーリ州セントルイス出身。別名はボブ・バーガー（Bob Berger）。

## 人物
子供の頃はルーニー・テューンズを見て育ち、この作品に出ることを夢見て声優の道に進む。14歳の時に父親の仕事の都合でシンシナティからロサンゼルスに移住。
ロサンゼルス移住後、アニメーションの製作会社に声優になる方法を尋ねたところ、ハンナ・バーベラ・プロダクションにダウズ・バトラーのワークショップを紹介され、そこで声の演技を学んだ。高校卒業後にケイシー・ケイサムにデモリールを聞いてもらったことがきっかけで『スパイダーマン&アメイジング・フレンズ』でデビュー。メル・ブランクが演じるポーキーピッグの声真似を得意とし、1996年からは実際にポーキーピッグの声優を務めている。また、クイズ番組『ジョパディ!』の児童版であるJep!の司会と、ディズニー・チャンネルの番組宣伝のナレーターを務めている。
他にボイスオーバーワークショップの講師を務め、後進の指導にあたっている。
主にアメリカ製のアニメーション作品に出演しており、1989年に『AKIRA』で外国作品の吹き替えの仕事も開始するが、吹き替えの出演数はそれほど多くない。その理由としてバーゲンは「吹き替えのギャラは時給60ドル程度と安く、二次使用料も払われないから。労働環境が改善されれば日本アニメの仕事もしたい」と語っている。

### 受賞・ノミネート
- 2003年アニー賞声優賞テレビアニメ部門候補『ダック・ドジャース』（カデット役）[4]
- 2011年プライムタイム・エミー賞 ボイスオーバー・パフォーマンス賞候補『ルーニー・テューンズショー』（ポーキーピッグ役）[4]
- 2013年プライムタイム・エミー賞 ボイスオーバー・パフォーマンス賞候補『ルーニー・テューンズショー』（ポーキーピッグ役）[4]

## 出演作品

### テレビアニメ
1983年
- スパイダーマン&アメイジング・フレンズ（バルト）

1985年
- リトル・マペット・モンスターズ（プレゼン、リンク）

1990年
- タイニー・トゥーンズ（ポーキーピッグ）

1992年
- ふしぎの海のナディア（エアトン）

1994年
- ルパン三世 (TV第2シリーズ)（ルパン三世）※ストリームライン版
  - 死の翼アルバトロス
  - さらば愛しきルパンよ

1995年
- 宇宙の騎士テッカマンブレード（Dボゥイ／テッカマンブレード（相羽タカヤ））※サバン・エンターテイメント版

1996年
- Eagle Riders[5]
- ジュマンジ（理科教師）
- スパイダーマン

1997年
- スパイダーマン（ネッド・リーズ）

1999年
- おちゃめな魔女サブリナ（ティム）

2001年
- パワーパフガールズ（詐欺師2、警備員1）

2002年
- ジョニー・ブラボー（ファーンズソワース）

2003年
- ダック・ドジャース（カデット）

2004年
- トータリー・スパイズ!（リッキー・マティス）

2005年
- ダック・ドジャース（ミイラ）

2006年
- おさるのジョージ
- ラマだった王様 学校へ行こう!（バッキー）
- ロボット・チキン（ポーキーピッグ）

2007年
- スター・ウォーズ/ロボットチキン エピソード1 （ルーク・スカイウォーカー）

2008年
- ロボット・チキン（ルーク・スカイウォーカー）
  - スター・ウォーズ/ロボットチキン エピソード2 （ルーク・スカイウォーカー）

2009年
- ロボット・チキン（ロジャー・ラビット、男）

2010年
- スター・ウォーズ/クローン・ウォーズ（ラマ・スー）
- スター・ウォーズ/ロボットチキン エピソード3 （ルーク・スカイウォーカー）
- ルーニー・テューンズショー（ポーキーピッグ）

### 劇場アニメ
1989年
- AKIRA（甲斐、マサル、取調官、桑田、店長、他）※ストリームライン版

1992年
- ルパン三世 カリオストロの城（ルパン三世）※ストリームライン版

1994年
- 三国志 第一部・英雄たちの夜明け

1995年
- ルパン三世 ルパンVS複製人間（ルパン三世）※ストリームライン版

1996年
- キャッツ・ドント・ダンス
- ノートルダムの鐘（アキレス）

1997年
- バグズ・ライフ
- ヘラクレス

1999年
- ターザン
- トイ・ストーリー2

2000年
- ラマになった王様（バッキー）

2001年
- アトランティス 失われた帝国
- モンスターズ・インク

2002年
- 千と千尋の神隠し（カオナシ、番台蛙）
- トレジャー・プラネット
- リロ・アンド・スティッチ※ロバート・バーゲン名義

2004年
- シュレック2（ADRグループ）

2005年
- チキン・リトル予告編（記者）

2006年
- アイス・エイジ2
- カーズ
- ライアンを探せ!

2007年
- サーフズ・アップ

2008年
- ウォーリー
- ホートン/ふしぎな世界のダレダーレ

2009年
- カールじいさんの空飛ぶ家
- 崖の上のポニョ
- くもりときどきミートボール

2010年
- トイ・ストーリー3
- 塔の上のラプンツェル

2011年
- ニセものバズがやって来た

2012年
- シュガー・ラッシュ
- ロラックスおじさんの秘密の種

2013年
- Escape from Planet Earth（映画の男）

2014年
- ももへの手紙（マメ）

2015年
- 思い出のマーニー

### OVA
1995年
- 紅狼・ホンラン Kai
- メガゾーン23（久保田雅人）
- LILY-C.A.T.（ジロー・タカギ）

1998年
- ポカホンタスII/イングランドへの旅立ち

2001年
- スクービー・ドゥーのサイバー・チェイス（エリック）

2002年
- シンデレラII

2005年
- ラマになった王様2 クロンクのノリノリ大作戦（バッキー）

2008年
- ティンカー・ベル（ホタル、チーズ）

2009年
- ティンカー・ベルと月の石（チーズ、ADRループグループ）

2010年
- ティンカー・ベルと妖精の家（チーズ）

### Webアニメ
2003年
- Slim Chance: Intergalactic Zoologist（スリム・チャンス）

2021年
- スター・ウォーズ: バッド・バッチ
"Star Wars: The Bad Batch"（ラマ・スー）

### ゲーム
1996年
- Star Wars: X-Wing vs. TIE Fighter
- スター・ウォーズ シャドウ・オブ・エンパイア（ルーク・スカイウォーカー）

1998年
- スターウォーズ マスターズ・オブ・テラス・カシ（ルーク・スカイウォーカー）
- スター・ウォーズ 出撃! ローグ中隊（ルーク・スカイウォーカー）
- スターウォーズ・レベリオン（ルーク・スカイウォーカー）

1999年
- スター・ウォーズ Xウィング・アライアンス（ルーク・スカイウォーカー）
- スター・ウォーズ エピソード1/ファントム・メナス（エイリアン、市民2）

2000年
- スター・ウォーズ エピソード1 レーサー（クレッグ・ホールドファスト）
- スター・ウォーズ フォース・コマンダー（ルーク・スカイウォーカー）
- ラマになった王様（バッキー）
- ルーニー・テューンズ・スペース・レース（ポーキーピッグ）

2001年
- スター・ウォーズ ギャラクティック・バトルグラウンド（ルーク・スカイウォーカー）
- スター・ウォーズ ローグ スコードロン II（ルーク・スカイウォーカー）

2002年
- スター・ウォーズ ジェダイナイトII・ジェダイ・アウトキャスト（ルーク・スカイウォーカー）

2003年
- スター・ウォーズ ジェダイナイト・ジェダイアカデミー（ルーク・スカイウォーカー）
- スター・ウォーズ ローグ スコードロン III（ルーク・スカイウォーカー）
- ルーニー・テューンズ:バック・イン・アクション

2005年
- スター・ウォーズ バトルフロントII（ルーク・スカイウォーカー）

### 実写映画
1984年
- グレムリン（グレムリンの声、モグワイの声）※ボブ・バーガー名義

1986年
- プラトーン（エライアス・グロージョン3等軍曹〈ウィレム・デフォー〉の声、バニー〈ケヴィン・ディロンの声）※追加音声

1987年
- タイムスリップTOゴア（声）
- 天使とデート（音声効果）

1988年
- ハロウィン4 ブギーマン復活（音声効果）
- フライトナイト2/バンパイヤの逆襲（その他の声）

1989年
- 禁じ手（音声効果）
- 7月4日に生まれて（音声効果）

1990年
- サイドアウト/ビーチバレーに賭けた夏（音声効果）
- デルタフォース2（音声効果）
- フォード・フェアレーンの冒険（音声効果）
- フラッシュバック（音声効果）
- プロブレム・チャイルド/うわさの問題児（その他の声）
- トータル・リコール（その他の声）

1991年
- イントルーダー 怒りの翼（その他の声）
- グーリーズ3 女子寮襲撃（ネズミ悪魔の声）
- 過ぎゆく夏（その他の声）
- ドリーム・ガール/ママにはないしょの夏休み（音声効果）

1992年
- Invasion of the Bunny Snatchers（ポーキーピッグの声）
- Crossing the Bridge（音声効果）
- ジャイアント・ベビー（音声効果）
- セント・オブ・ウーマン/夢の香り（音声効果）
- ラブ・フィールド（赤ん坊の声）

1993年
- キャプテン・スーパーマーケット（特殊音声効果）
- デーヴ（特殊音声効果）
- ハネムーンは命がけ（音声効果）
- ベイビー・トーク3（犬の声、狼の声）
- ボディ・ターゲット（音声効果）
- ロボコップ3（音声効果）

1994年
- The Stöned Age（ADRボイスグループ）
- ジム・キャリーはMr.ダマー（音声効果）

1995年
- グラス・ハープ 草の竪琴（その他大勢の声）
- バスケットボール・ダイアリーズ（ジム・キャロル〈レオナルド・ディカプリオ〉の声）※追加音声

1996年
- インデペンデンス・デイ（音声効果）
- グラスハープ 草の竪琴（ヴォラグループ、音声効果）
- スペース・ジャム（マービン・ザ・マーシャンの声、ポーキーピッグの声、トゥイティーの声）
- 2 days トゥー・デイズ（ウェス・タイロール〈エリック・ストルツ〉のボイスダブル）
- ブラック・メール/脅迫（リクター〈エリック・ストルツ〉のボイスダブル）
- フロム・ダスク・ティル・ドーン（リッチー・ゲッコーの声）※追加音声
- マンハッタン・ラプソディ（赤ん坊の声）
- Let'sチェックイン!（ダンストンの声）

1997年
- Mr.マグー（音声効果）

2000年
- リトル★ニッキー（クロウの声）
- ロッキー&ブルウィンクル（その他の声）

2002年
- サンタクロース・リターンズ! クリスマス危機一髪（コメットの声）

2003年
- ホーンテッドマンション（ゴーストの声）
- ルーニー・テューンズ:バック・イン・アクション（ポーキーピッグの声）

2006年
- ウォルト・ディズニーのサンタクローズ3/クリスマス大決戦!（コメットの声）

### テレビ映画
1994年
- タイム・スライダーズ（音声効果）

### オリジナルビデオ
1995年
- See How They Grow: Jungle Animals（ナレーター）

### テレビドラマ
出演年不明
- 炎のテキサス・レンジャー（音声効果）

1983年
- The Facts of Life（スピーチの声）

1987年
- I Married Dora（ロボットの声）

1988年
- ハートビート（赤ん坊の声）

1993年
- バビロン5（音声効果）

1996年
- クルーレス（音声効果）
- Saved by the Bell: The New Class（赤ん坊の声）

### CM
- ディズニー・チャンネル（局内CMナレーション）
- バイエル（CMナレーション）
- バスキン・ロビンス（ナレーション）
- Fox Kids（局内CMナレーション）
- マクドナルド（ハッピーミールフライの声）

### その他
- インディアナ州立博物館（ゴルムの声）
- Shangri-La Cafe（テレビのアナウンサーの声）
- バンビ予告編（大人になったバンビ）※新録版